# 約克鎮號航空母艦 (CV-10)
32°47′26″N 79°54′31″W / 32.79056°N 79.90861°W
約克鎮號航空母艦（USS Yorktown CV-10）是一艘隸屬於美國海軍的航空母艦，為艾塞克斯級航空母艦的二號艦。她是美軍第四艘以約克鎮為名的軍艦，紀念美國獨立戰爭中的約克鎮圍城戰役。
約克鎮號於1941年開始建造，艦名原為好人理查（Bon Homme Richard）。建造僅開始數日，日本偷襲珍珠港，美國正式參與第二次世界大戰，並加快建造艾塞克斯號等航空母艦。1942年，日軍在中途島海戰擊沉了舷號CV-5的約克鎮號，美軍在稍後將建造中的CV-10更名為約克鎮號，以作紀念。
1943年約克鎮號下水服役，開始參與太平洋戰爭。戰後約克鎮號退役封存，並在稍後進行代號SCB-27A現代化改建。改建期間，約克鎮號被重編為攻擊航母（CVA-10）。1953年約克鎮號完成改建，但在前往西太平洋前夕，韓戰剛好結束，約克鎮號無緣參與。接著約克鎮號留在西太平洋執勤，並在大陳島撤退中援助國民政府，然後進行SCB-125改建，增設斜角飛行甲板。
1957年約克鎮號重編為反潛航母，舷號改為CVS-10，繼續留在西太平洋。稍後約克鎮號在金門砲戰期間再次到台灣海峽巡邏，並在越戰期間到南中國海執勤，但未有派飛機參與攻擊。除冷戰衝突外，約克鎮號亦有參與美國的太空計畫，擔任太陽神8號指揮艙的救援船。服役晚年，約克鎮號調到大西洋艦隊。
約克鎮號在1970年退役，並在1973年除籍。稍後海軍將約克鎮號改建為博物館艦；博物館在1976年於查爾斯頓愛國者地開放，並在1986年獲評為美國國家歷史地標。

## 建造與早年服役
約克鎮號在1941年12月1日於紐波特紐斯造船廠開始建造，其時艦名仍為好人理查，舷號為CV-10；六日後日軍偷襲珍珠港，美軍即時加快興建各艘航空母艦。1942年6月7日，約克鎮號在中途島海戰後被日軍潛艇擊沉。為紀念戰損，美軍在同年9月26日將CV-10更名為約克鎮號；而好人理查最終則用以命名CV-31。1943年1月21日，約克鎮號下水，由當時的第一夫人埃莉諾·羅斯福擲瓶；羅斯福夫人亦是舊約克鎮號的擲瓶者。4月15日約克鎮號正式服役，並先到切薩皮克灣試航；首任艦長為約瑟·克拉克（Joseph J. Clark）上校。5月21日，約克鎮號再到加勒比海試航，然後返回諾福克海軍基地，作最後檢修。
7月7日，約克鎮號離開諾福克，在11日橫越巴拿馬運河，再到美國西岸補給，於24日抵達珍珠港。接著一個月，約克鎮號留在夏威夷近海訓練，以預備參與戰爭。

## 第二次世界大戰

### 馬紹爾群島戰事

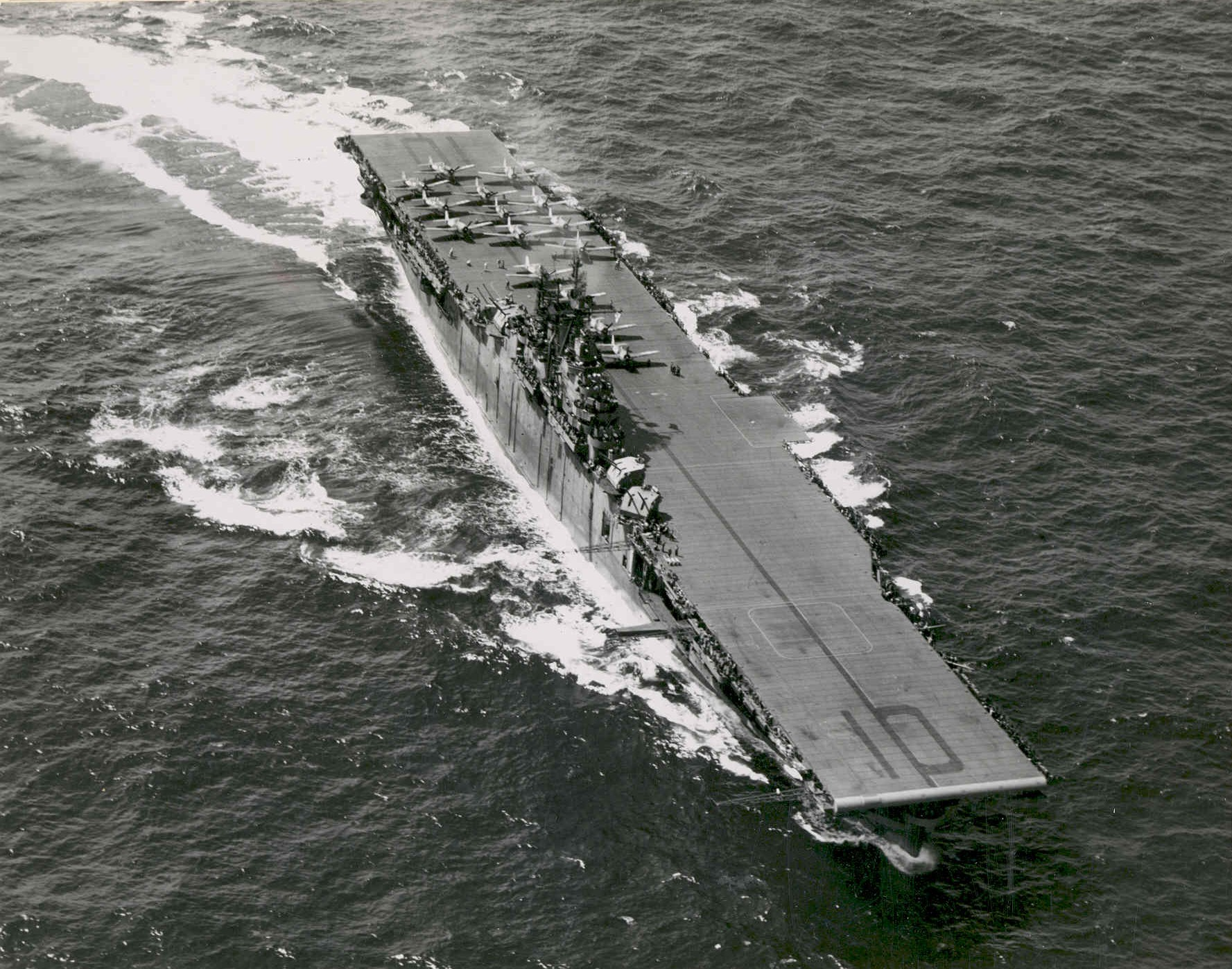
1943年，約克鎮號正在海上試航。由於早年建造的艾塞克斯級在艦艏設有降落設施，使飛機可從艦艏及艦艉兩面降落；故此約克鎮號艦艏甲板的舷號朝向艦內書寫，方便飛行員在艦艏降落。由於艦艏降落會擾亂正常飛行作業，艦艏降落設施在不久後便全數拆除。

1943年8月23日，約克鎮號、艾塞克斯號及輕型航母獨立號等組成第15特遣艦隊（Task Force 15），於9月1日空襲南鳥島。三艦於當日共作六波攻擊，飛機出擊數達275架次；但此時美軍未有計畫派軍登陸。空襲過後，約克鎮號與艾塞克斯號於10日返回三藩市補給。
約克鎮號於9月20日再次前往西太平洋，並在稍後加入阿爾弗雷德·蒙哥馬利（Alfred E. Montgomery）少將指揮的第14特遣艦隊（Task Force 14），前往攻擊威克島；同行的尚有旗艦艾塞克斯號、列星頓號、獨立號、貝勞森林號及科本斯號。艦隊分別於10月5日及6日發動六波攻擊，出擊數達738架次；而空襲後日軍殺害島上98名美國俘虜；艦隊則於11日返回珍珠港休整。

#### 塔拉瓦及馬金島
此時美軍正預備登陸吉爾伯特群島。海軍為此編組了第52及53特遣艦隊（Task Force 52 and 53），前者由珍珠港出發，登陸北面的馬金島（Makin）；後者則由新赫布里底群島的圣埃斯皮里图岛出發，登陸南面的塔拉瓦環礁；同時，海軍亦將第50特遣艦隊（Task Force 50）編為快速航空母艦艦隊（Fast Carrier Forces），以支援陸戰隊登陸兩島；艦隊又再分成四支分隊，由約克鎮號擔任查爾斯·鮑奈（Charles A. Pownall）少將指揮的第一分隊旗艦，同行艦有列星頓號及科本斯號，負責奪取制空權。
11月初，約克鎮號等離開珍珠港，並在19日空襲賈盧伊特環礁及米利環礁。20日陸戰隊分別登陸塔拉瓦及登陸馬金島；第一分隊有效攔截從馬紹爾群島而來的日軍飛機，使之在接著三日均無法飛抵馬金島。23日及24日，美軍分別佔領塔拉瓦及馬金島，但期間遭到頑抗；陸戰隊共有980人陣亡；而海軍的護航航空母艦利斯康灣號（USS Liscome Bay, CVE-56）則被潛艇擊沉，導致687人死亡；島上近5,000名日軍及韓國勞工只有146人生還。由於死傷慘重，登陸塔拉瓦在美國一度引起輿論爭議。
戰鬥結束後，海軍重編第50特遣艦隊；約克鎮號的第一分隊編制不變；而第三分隊則由蒙哥馬利指揮，有旗艦艾塞克斯號、企業號及貝勞森林號。兩支分隊被派往空襲瓜加林環礁。

#### 瓜加林與特魯克

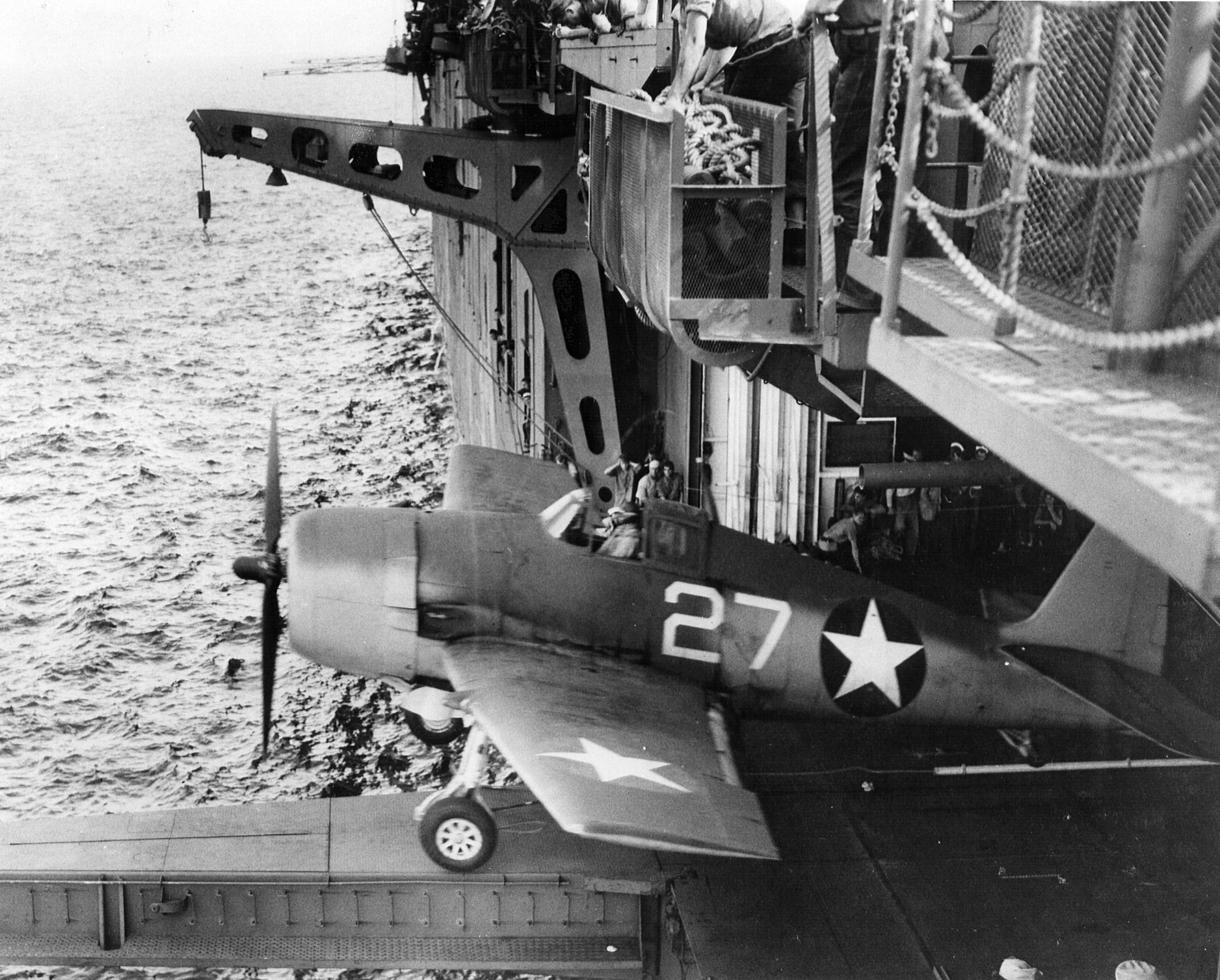
1943年，一架F6F從約克鎮號的機庫彈射器起飛。由於機庫彈射器使用率低，不久後便遭拆除，轉移到飛行甲板。

12月1日，第一分隊與第三分隊在海上會合，然後繞道前往瓜加林。4日早上，艦隊派機隊空襲瓜加林，但被日軍發現，並派戰機攔截，雙方爆發空戰。列星頓號及艾塞克斯號的轟炸機隊率先轟炸機場及礁湖內的軍艦，但因情報失準，效果不彰，只擊傷五十鈴號及朝風丸號，並摧毀部分地面飛機；另一方面，約克鎮號與企業號集中攻擊環礁南端的軍港，擊沉三艘補給艦，並擊傷長良號，摧毀18架水上飛機。整場空襲，美軍只損失五架飛機。
空襲後鮑奈取消第二波攻擊，撤出瓜加林海域。10時至11時，艦隊開始回收飛機；而正午約克鎮號則派29架飛機攻擊沃特傑環礁，以削弱日軍空中力量，減低航母受襲風險；僅四分鐘後，日軍15架九七式轟炸機由海平面低飛而至，避開雷達偵測，並分別以魚雷攻擊約克鎮號及列星頓號，但無一命中，日軍的飛機則多半被美軍擊落。下午3時約克鎮號回收攻擊機隊，艦隊加速撤離，以避免日機夜襲；然而海面大浪，延緩艦隊速度，至傍晚艦隊仍未離開日軍轟炸機的作戰半徑。入黑後日機開始在艦隊上空盤旋，並斷續攻擊艦隊；將近半夜，列星頓號被一枚魚雷擊中，舵機一度卡死，但美軍迅即搶修，艦體損傷輕微。5日東京玫瑰在電台宣告日軍已擊沉列星頓號；美軍艦隊在6日於外海補油，到9日返抵珍珠港休整。
1944年1月6日，第58特遣艦隊（Task Force 58，第五艦隊下的快速航空母艦艦隊）編成，由馬克·密茲契少將指揮；約克鎮號編入約翰·小李維（Jown W. Reeves, Jr.）少將的第一分隊，同行艦有旗艦企業號與貝勞森林號。16日艦隊離開珍珠港，支援即將登陸瓜加林的美軍。29日早上，約克鎮號的第一分隊空襲馬洛埃拉普環礁；艾塞克斯號的第二分隊空襲萊島（Roi island）機場，同時擊毀爪加林所有的日軍戰機；碉堡山號的第三分隊空襲瓜加林；薩拉托加號的第四分隊則空襲沃特傑環礁。當晚分隊的戰艦南達科他號、北卡羅來納號及阿拉巴馬號炮擊了萊島；而艦隊則在30日再作空襲。
1月31日，美軍開始登陸瓜加林，同時佔領無人防守的馬久羅，瓜加林戰役爆發；當日約克鎮號掩護陸戰隊登陸，並作空中支援，直到2月3日美軍完全佔領環礁為止。4日約克鎮號前往馬久羅稍作休整，
在12日則往空襲特魯克。
太平洋戰爭爆發後，日軍在特魯克島建立海軍基地，儼如美國之珍珠港。武藏號、大和號及長門號均於此下錨；但環礁內的日艦，大多在美軍空襲前撤返日本。2月17日美軍艦隊開始攻擊；密茲契在日出前先派F6F奪取制空權，再命後至的18架TBF攻擊跑道上的飛機；第一波攻擊後，日軍空中力量大受打擊，環礁上的365架飛機，只有約100架未有受損；清晨美軍艦隊的輕型航空母艦又派轟炸機攻擊島上設施及礁湖軍艦。
傍晚7時，六架裝有雷達的九七式轟炸機發現美軍艦隊，並伺機攻擊；約克鎮號曾在9時派夜戰F6F前往攔截，但失敗告終；這使無畏號在10時11分被魚雷擊中，被迫撤回珍珠港維修；而艦隊在18日再空襲特魯克島兩次，於中午撤走。兩日空襲，美軍擊沉了三艘輕巡洋艦、四艘驅逐艦及若干艘運輸艦。次日，約克鎮號由第一分隊調到蒙哥馬利的第二分隊，以接替無畏號的出缺；而艦隊則前往埃尼威托克島（Eniwetok），協助美軍登陸。由於登陸順利，20日約克鎮號的第二分隊，與第三分隊改往攻擊塞班島、天寧島及關島；22日及23日，約克鎮號等艦共派五波飛機空襲三島，同時作攝影偵察，然後撤回馬久羅休整，在26日抵達。

### 帛琉

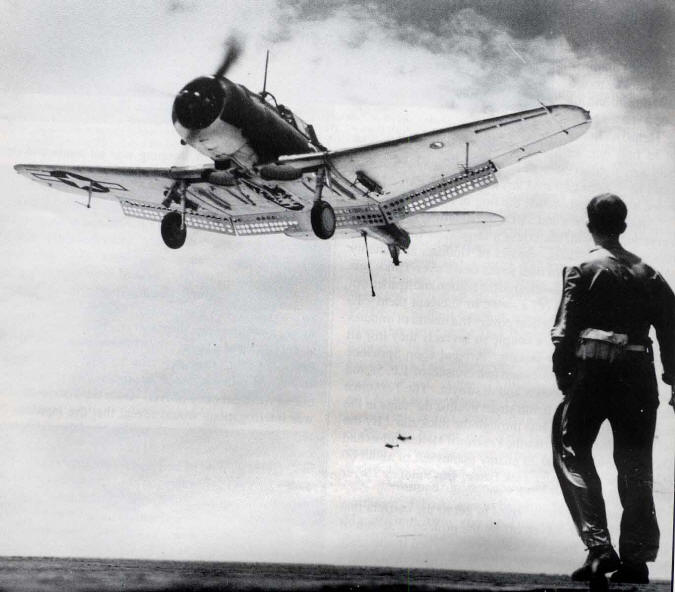
1944年2月，一架SBD轟炸機正在約克鎮號降落。當日美國艦隊空襲了特魯克環礁，但日軍主力艦隊早在空襲前已經撤走。

1944年3月，尼米茲命第五艦隊先空襲帛琉，以預備將來收服馬里亞納群島。此時艦隊仍在馬久羅等待各戰艦會合。為善用時間，約克鎮號在8日至13日到近海演練；而列星頓號則在18日空襲米利環礁。21日，密茲契晉升為中將。
3月22日，密茲契指揮的第58特遣艦隊（Task Force 58，第五艦隊下的快速航空母艦艦隊）終於離港出征。約克鎮號擔任小李維的第三分隊旗艦，同行艦有艦隊旗艦列星頓號、普林斯頓號及蘭利號。艦隊繞道行駛，以避開日軍偵察，並在4月1日展開攻擊；然而25日及26日，特魯克的日軍偵察機仍發現了艦隊，迫使雷蒙德·斯普魯恩斯上將提前攻擊至3月30日。28日晚，日軍派魚雷轟炸機夜襲，被悉數擊退。30至31日，艦隊空襲帛琉港口及雅浦島，擊落多架日軍戰機，並擊沉若竹號。4月1日，艦隊改為空襲沃萊艾島（Woleai），於6日返抵馬久羅。

### 荷蘭地亞
4月13日，艦隊離開馬久羅，前往空襲荷蘭地亞，以削弱當地的日軍空軍。21日至24日，約克鎮號等三支分隊空襲荷蘭地亞各處的機場，但日軍的飛機早被美國陸軍航空軍的P-38及B-24於30日摧毀，艦隊幾乎沒有遭遇抵抗，只有零星的日軍偵察機由梭隆縣起飛，並被悉數擊落。
由於缺乏攻擊目標，艦隊在返回馬久羅前，於29至30日順道攻擊特魯克。不過特魯克在上月空襲後，已幾近荒廢，只有少量船隻在港口；稍後艦隊分別派戰艦及巡洋艦炮轟波納佩及薩塔萬環礁，而約克鎮號等航空母艦則返回馬久羅，於5月4日抵達。6日約克鎮號到外海訓練，並在11日抵達珍珠港休假，順道替換艦上的飛機。29日約克鎮號離開珍珠港，在6月3日返抵馬久羅。

### 馬里亞納群島與小笠原群島
此時美軍正籌劃進攻菲律賓；美國陸軍航空軍分別於6月3日及9日空襲帛琉、沃萊艾島（Woleai）及雅浦島。6日第58特遣艦隊前往空襲馬里亞納群島，以削弱日軍空中力量；約克鎮號編入首任艦長約瑟·克拉克少將指揮的第一分隊，同行艦有旗艦大黃蜂號、貝勞森林號及巴丹號。11日四支分隊空襲了關島、天寧島及塞班島；12日約克鎮號的第一分隊調往空襲關島，而另外三支分隊則繼續轟炸天寧島與塞班島。13日各分隊繼續轟炸諸島，為即將登陸美軍清場。14日晚，約克鎮號的第一分隊與第四分隊一同調往北方，空襲小笠原群島；而美軍陸戰隊則在15日開始登陸塞班島。
6月15日兩分隊抵達小笠原群島外海。斯普魯恩斯上將命克拉克於16日發動一波空襲，然後撤返，以預備與日本艦隊交戰；但艦隊既已離目標不遠，克拉克下令在15日下午先攻擊硫磺島、父島及母島，再於16日發動另一波空襲。下午2時30分，約克鎮號、艾塞克斯號與大黃蜂號等派戰機攻擊硫磺島機場；在半小時後又空襲了父島及母島，共擊落20架零戰，摧毀地面七架飛機。晚上海面天氣轉差，颳起狂風大浪，16日早上克拉克取消空襲父島，自領第一分隊空襲較南的硫磺島，然後在海上加油，再撤返馬里亞納海；第四分隊則先往南航行，在17日空襲了帕甘島（Pagan Island）的小機場。18日斯普魯恩斯發現日本艦隊離開菲律賓，前來支援馬里亞納，故命北上的兩支分隊即時返回會合，以迎擊日本艦隊。四支分隊在當日正午於塞班島以西海域會合，並開始搜索日軍的第一機動艦隊。

### 菲律賓海海戰

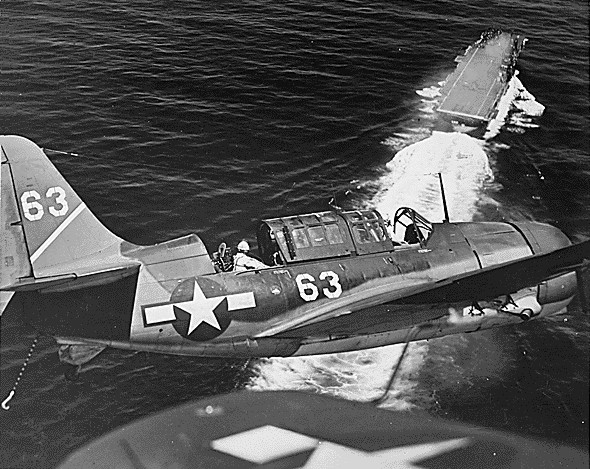
1944年6月或7月，數架SB2C轟炸機正在返航，預備降落到前方的約克鎮號。相片可能是在6月空襲小笠原群島或7月空襲關島後拍攝。

6月18日下午，日軍偵察機發現美軍第58特遣艦隊。小澤治三郎欲善用日機較遠的續航距離，命艦隊避開美軍攻擊範圍，留待19日與關島的日機一舉進攻；而此時斯普魯恩斯仍未得悉日軍艦隊確實位置。密茲契於半夜提議艦隊向西前進，使航空母艦可趕及在19日早上進入作戰半徑，派飛機攻擊日軍艦隊，但斯普魯恩斯以掩護塞班島登陸部隊為先，命艦隊於晚上繼續向東撤，待日出後才再向西推進，以免遭遇日軍埋伏。日出前，日軍偵察機多次發現美軍艦隊，但美軍仍未掌握日軍動向。次日菲律賓海海戰爆發。
19日早上5時30分，蒙特利號一架F6F發現兩架日機，並擊落一架，海戰正式展開。6時30分，貝勞森林號在關島發現日機，稍後艦隊派飛機空襲當地，並殲滅關島機場的日機。7時30分，日軍偵察機發現部分第四分隊艦隻，但後續偵察機被艾塞克斯號及蘭利號等擊落。小澤稍後在8時30分、56分、10時及11時派出四波攻擊，每波攻擊的出擊架次分別為69架、128架、47架及82架（大鳳號及翔鶴號均於早上出擊後被潛艇攻擊，下午沉沒）。
第一波攻擊由西面直指美軍艦隊，於10時被威利斯·李中將的戰艦雷達發現；23分艦隊開始派戰機攔截。此時日機離艦隊只有72英里（116），但卻因浪費過多時間重整陣形，令美軍戰機得以及時爬升攔截。約克鎮號等航空母艦派戰機出動攔截，驅逐大半來犯日機；最終日軍只有一架轟炸機成功突圍，在49分投彈命中南達科他號；這也是整場海戰中日軍僅有的一次直接命中；而第一波攻擊日機只有27架成功返航。
日軍第二波攻擊在11時7分為美軍雷達所發現；半小時後艾塞克斯號的F6F率先迎擊，而約克鎮號等其他航艦的F6F則在稍後加入。正午六架彗星式轟炸機成功突破攔截網，並輕傷碉堡山號及胡蜂號。最終美軍擊落最少70架飛機；而日機只有31架飛機成功返航。
第三波攻擊由北面進攻，在下午近1時為美軍發現。此次美軍戰機未能有效攔截，只擊落七架飛機；幾架轟炸機更突破防守，向艾塞克斯號投彈，但無一命中。此時列星頓號的一架SBD轟炸機在關島脫隊飛行，發現機場已泊有近30架日機，但轟炸機的穿甲彈無法有效攻擊機場。第二分隊指揮蒙哥馬利隨即命碉堡山號的飛機前往協助；艾塞克斯號的部分機隊亦在稍後加入攻擊。
第四波攻擊於下午2時由南面進攻，33架往北攻擊美艦，另外49架則留在關島西南海面索敵；此時美軍戰機正降落補油，攔截再次失效，部分日軍轟炸機得以切入美軍艦隊；稍後日機先後投彈轟炸碉堡山號及胡蜂號，仍無一命中。23分艾塞克斯號、科本斯號及大黃蜂號的飛機前往攻擊關島，並追擊降落該處的日機，擊落30架；成功降落的19架日機亦受重傷，最終只有九架飛機可繼續使用。整日戰鬥，日軍損失接近315架飛機，其一面倒之戰況，使美軍戲稱當日戰鬥為「馬里亞納射火雞大賽」。
6月20日，第四分隊被派往攻擊關島一帶的日軍據點，而約克鎮號等另外三支分隊，則往西追擊日軍艦隊。下午3時40分，企業號的偵察機發現小澤的艦隊。雖然無線電訊號不清，密茲契仍即時命艦隊預備派出機隊攻擊，冒險在入黑後收回飛機。57分，密茲契終於接收到完整的偵察報告，並在4時5分確認日軍艦隊位置，下令艦隊派飛機前往攻擊。21分，約克鎮號等航空母艦（除普林斯頓號外）派出216架飛機升空。小澤勉強派出75架飛機迎戰，同時拋棄油船，加速撤退，並准許各艦單獨機動迴避。稍後胡蜂號率先攻擊落後的油船，並擊沉兩艘；列星頓號的機隊誤報擊沉飛鷹號及隼鷹號，並擊傷龍鳳號，但實際上龍鳳號未有受損，而隼鷹號亦沒有沉沒；飛鷹號被約克鎮號及貝勞森林號的機隊以魚雷擊沉；企業號嘗試攻擊長門號及最上號，無一命中；瑞鶴號則先後被約克鎮號、企業號及聖哈辛托號攻擊受損，一度下令棄船，但艦體實際損傷不大，且損管得宜，棄船命令不久後便取消；碉堡山號、蒙特利號及卡伯特號的機隊略過剛被胡蜂號攻擊的油船，繼續往西索敵，最終輕傷千代田號及榛名號。海戰結束後，日軍第一機動艦隊只剩下35架飛機可用。
此時美軍飛機開始返航，並在晚上8時45分開始降落。密茲契下令軍艦開啟所有照明，並命驅逐艦向天發射信號彈；而航空母艦則以探射燈引導飛機降落。不過美軍飛機此時燃油短缺，爭先降落，秩序大亂；部分飛機亦誤判驅逐艦燈號為航空母艦，幾乎相撞。混亂到近11時終於結束，美軍單在降落就損失了80架飛機，而戰損只有20架。
20日艦隊繼續搜索落水的機師，並預備向西追擊。凌晨碉堡山號及企業號先派夜間偵察機索敵；日出後各艦再派後續偵察機。此時小澤艦隊早已遠去，已超出美軍航母的作戰距離，且密茲契仍忙於搜索機師；但斯普魯恩斯仍希望艦隊可追擊受創的日軍艦隻，故命李中將的戰艦先行前往追擊，並臨時調碉堡山號及胡蜂號掩護戰艦，其他艦隻則在稍後跟上。最終美軍仍未有發現，加上驅逐艦燃油短缺，艦隊在晚上開始撤退，並在22日於海上補油，於23日返回支援塞班島。

### 小笠原群島、關島及寧島
正當艦隊返航之際，克拉克請求密茲契准許第一分隊順道空襲硫磺島，然後準時返回埃尼威托克，並獲密茲契首肯。24日早上，約克鎮號、大黃蜂號及巴丹號一共派出51架F6F前往攻擊，而貝勞森林號則負責反潛及空中巡邏；但此前不久，硫磺島的偵察機發現了第一分隊。曾指揮馬來亞海戰的松永貞市隨即下令飛機迎擊，但卻遭約克鎮號等擊落29架，而美軍僅損失六架。下午松永分別派20架及41架飛機再作攻擊，但首波飛機全數被擊落，而第二波飛機則無法通過美軍戰機攔截，被擊落17架，而最終折返硫磺島。晚上約克鎮號返航埃尼威托克，在27日抵達。
6月30日，約克鎮號的第一分隊與拉夫·戴維森（Ralph E. Davison）少將的第二分隊一同離港，再前往空襲小笠原群島。7月4日，約克鎮號等再次空襲小笠原群島，但日軍在當處的折損過多，已無法招架美軍攻擊；到7日硫磺島僅餘的飛機都被調回日本本土。6日兩支分隊改為轟炸關島及羅塔島。7月9日美軍佔領塞班島，而約克鎮號等繼續空襲關島及天寧島。21日及24日美軍分別登陸關島北部及天寧島，並於8月10日及2日佔據兩島；約克鎮號則在7月25日改為空襲雅浦島、烏利西環礁及帛琉，於27日撤返休整。29日，富蘭克林號由第二分隊調往第一分隊繼續作戰；而約克鎮號則由第一分隊調到第二分隊，並在8月2日返抵埃尼威托克休整。8月4日，第一分隊再次前往空襲小笠原群島，但約克鎮號未有隨行，而是與護航艦隻返回珍珠港。10日約克鎮號抵達珍珠港，在搭載乘客後，前往布雷默頓普吉灣海軍基地，在17日抵達。接著約克鎮號進入普吉灣船塢維修及改建。

### 雷伊泰島與呂宋

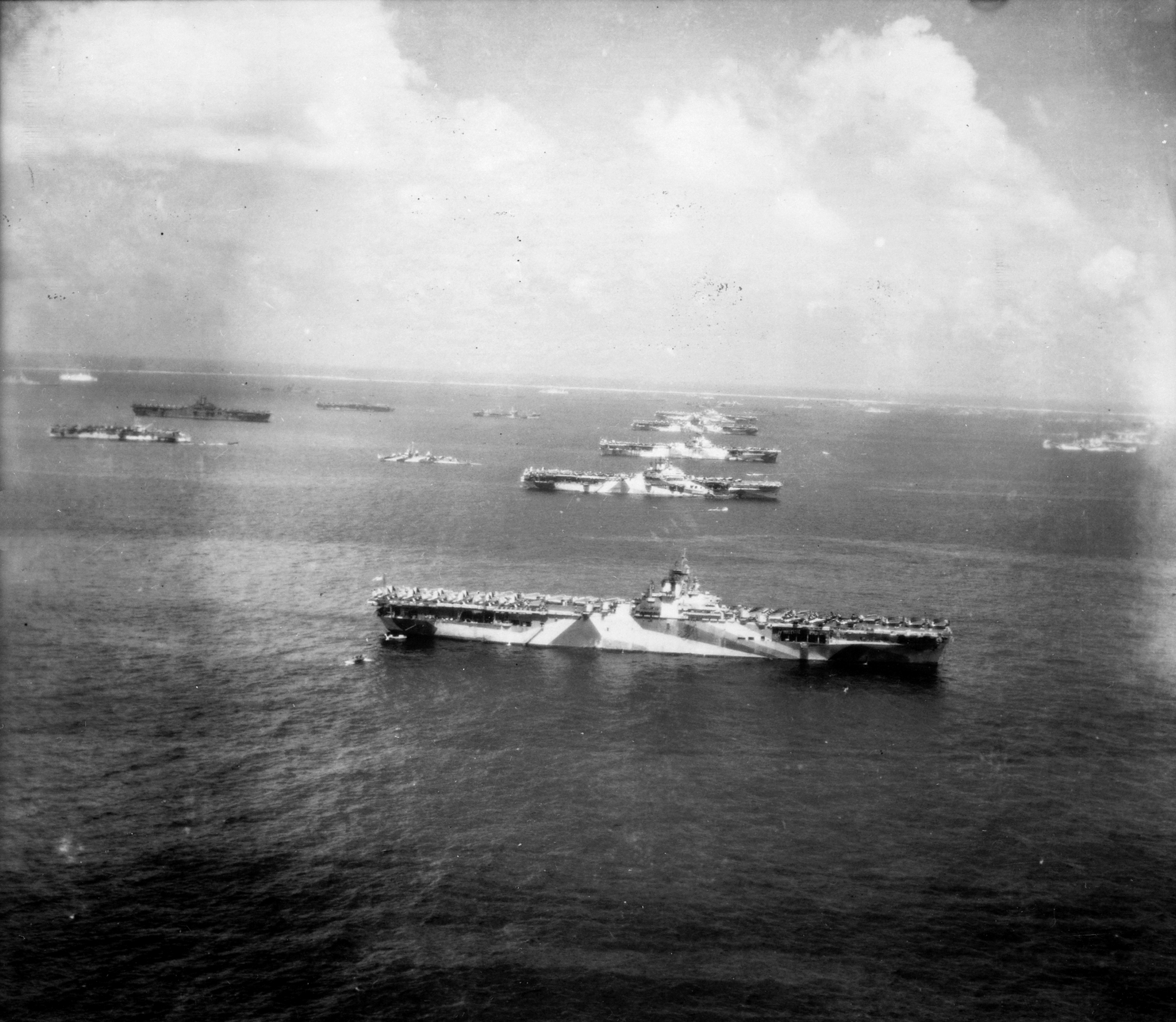
1944年12月8日，參與二戰的艾塞克斯級航空母艦正在烏利西休整，組成著名的「殺手陣列」。由前景數起為胡蜂號、約克鎮號、大黃蜂號、漢考克號及提康德羅加號；塗上深色迷彩的列星頓號則在陣列後方（相片左面）。

10月6日，約克鎮號完成維修，隨即預備返回戰場。9日約克鎮號離開普吉灣，先在11日到阿拉米達搭載飛機及軍資，然後在13日前往珍珠港。18日約克鎮號抵達珍珠港，再在24日前往埃尼威托克；同日雷伊泰灣海戰爆發，約克鎮號無緣參與。31日約克鎮號在埃尼威托克稍作停留，最終在11月3日駛進烏利西環礁，與預備出征的美軍艦隊會合。
此時美軍艦隊隸屬第三艦隊指揮；老約翰·麥凱恩中將在不久前接替密茲契，指揮快速航空母艦艦隊；而艦隊的第一及第三分隊則剛好在2日離開烏利西，前往雷伊泰。11月5日，約克鎮號隨同第四分隊，前往菲律賓。7日約克鎮號在海上補油後，調到第一分隊，並在10日接任分隊旗艦。
此時日軍步兵多次乘運輸艦增援歐墨克市（Ormac），艦隊取消在10日的補油，趕回菲律賓轟炸運輸艦，並先後擊沉了濱波號、長波號、島風號、若月號及所有運輸艦。13及14日，約克鎮號等集中攻擊日軍艦隻，以阻止日軍增援，又擊沉了木曽號、曙號、秋霜號、沖波號、初春號及十多艘運輸艦，並擊傷潮號，摧毀地面多架飛機。15日艦隊暫時撤向雅浦島西面海域休整；而第三分隊則返回烏利西休整，由第二分隊接替；同日麥凱恩將旗艦改設在第二分隊的漢考克號。
11月17日，第一、第二及第四分隊再次空襲呂宋，於20日撤到後方補油；21日第四分隊離隊空襲雅浦島，然後到烏利西休整；而約克鎮號的第一分隊亦在23日到烏利西，於24日抵達。12月1日，約克鎮號等再次離開，前往支援盟軍登陸民都洛，但不久小威廉·海爾賽接到道格拉斯·麥克阿瑟的訊息，將登陸延遲到15日；約克鎮號等在即日再次返回烏利西。12月3日，所有分隊都返抵烏利西休整。
12月10日及11日，艦隊離開烏利西，前往民都洛。約克鎮號繼續擔任蒙哥馬利的第一分隊旗艦，同行艦胡蜂號、科本斯號及蒙特利號。14日至16日，約克鎮號等晝夜派飛機封鎖呂宋各地的機場，使日機無法起飛攻擊登陸艦。

### 海爾賽颱風
12月17日，艦隊在外海補油，但海面颳起強風，海面波濤洶湧，令艦隊作業困難，無法補油。惡劣天氣由艦隊以東的熱帶擾動引起；該熱帶擾動在烏利西以北形成，向西北偏西移動，並快速增強，亦即後來的颱風眼鏡蛇。由於海浪走向與冬季的東北風一致，海爾賽並未察覺颱風迫近。
18日海面風浪加劇，但艦隊的天氣預報仍然錯誤，且氣壓於日出前一直穩定，海面繼續吹北風，故海爾賽命艦隊再次補油。此時風浪開始使艦隻脫隊；各艦匯報的天氣資料迥異，又造成更多混亂。上午10時，氣壓開始急降，風向同時呈逆時針，海面翻起巨浪；胡蜂號的雷達甚至拍到風眼，颱風顯然就在附近。海爾賽即時命艦隊往西南迴避；然而脫隊及較慢軍艦已無法脫離，甚至有驅逐艦通過風眼。最終美軍三艘驅逐艦沉沒；蒙特利號及科本斯號機庫起火，前者更要撤返珍珠港維修；相對之下，約克鎮號等大型艦隻損傷輕微，僅入水過多。
當日傍晚4時，艦隊終於脫離風暴。6時天氣轉為明朗，艦隊開始搜救落海官兵。其時海爾賽尚未得悉有驅逐艦沉沒，直到次日凌晨方得知三艘驅逐艦失去聯絡。搜救後艦隊撤返烏利西，於24日抵達。28日尼米茲批准艦隊在美軍登陸仁牙因灣後，進入南海。
12月30日，艦隊離開烏利西。此時第一分隊開始由亞瑟·拉德福（Arthur W. Radford）少將指揮。艦隊稍後於1945年1月3日及4日空襲台灣及呂宋的日軍機場，卻因天氣惡劣，效果不彰。7日艦隊集中攻擊呂宋，再受惡劣天氣阻礙。9日美軍開始登陸仁牙因灣，幾乎沒有遭遇抵抗；而艦隊則往北空襲台灣及琉球群島，但惡劣天氣仍舊困擾艦隊，無法有效攻擊。

### 南海

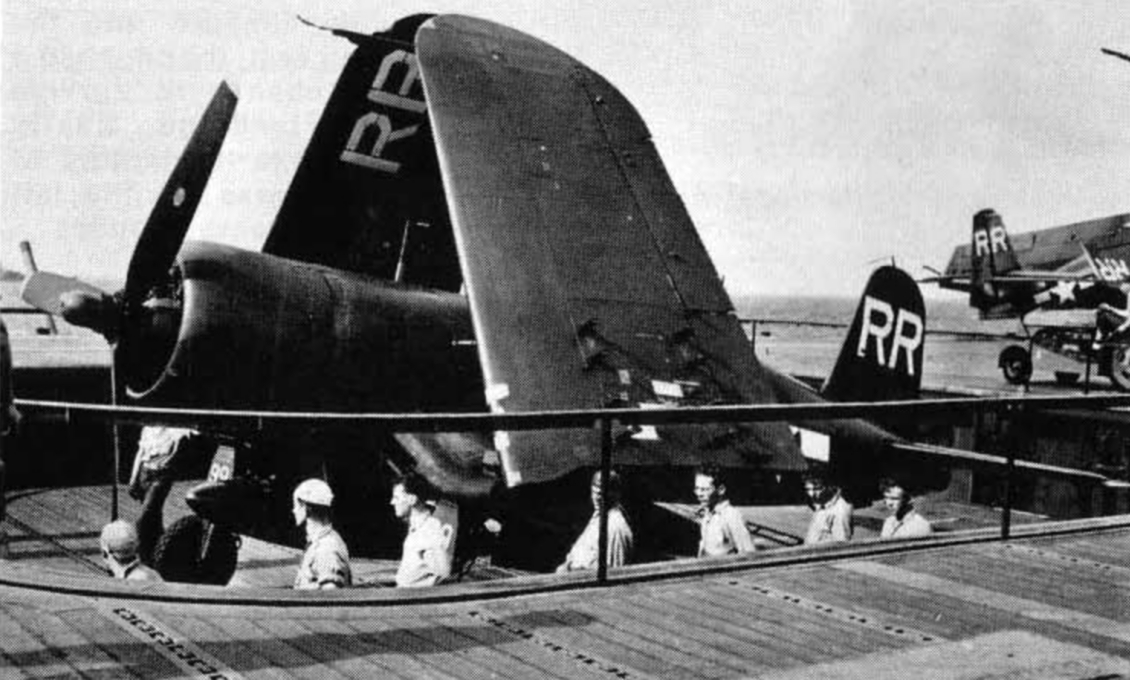
1945年8月，大戰結束後不久，一架FG-1戰鬥機正在約克鎮號的中央升降台。FG-1亦即F4U戰鬥機，兩者只是生產廠商有所不同，並在1945年初開始在約克鎮號等美國航空母艦服役。

1月10日，約克鎮號等快速航空母艦穿過巴斯海峽，前往空襲法屬印度支那的日軍補給。海爾賽認為伊勢號、日向號及部分日軍戰艦，在雷伊泰灣海戰後撤到越南，故先攻擊金蘭灣。
1月12日，艦隊抵達越南外海。凌晨3時30分，第五分隊的夜戰航空母艦先派飛機偵察。早上6時40分，戰艦及巡洋艦等往炮轟金蘭灣的戰艦。到7時30分，第一、二及三分隊的航空母艦開始派飛機空襲。整日艦隊出擊數達1,465架次，部分飛機更沿海岸搜索目標轟炸，攻擊範圍遍佈越南南部。第三分隊空襲了歸仁及西貢，並擊沉了香椎號、兩艘護航驅逐艦、九艘滿載的運輸艦及一艘油船；被日軍俘虜的法國巡洋艦拉莫特-皮凱號（La Motte-Piquet）亦在金蘭灣被擊沉。最終美軍共擊沉45艘日軍軍艦及商船，並摧毀多艘油船。由於港內沒有日軍戰艦，美軍的炮艦在早上8時已經撤返。晚間艦隊撤往東面補油，並迴避颱風。海面大浪使艦隊到14日才完成補油。
15日上午，艦隊空襲了高雄及左營港，並擊沉了旗風號及松號，惟低能見度使空襲成效欠佳。下午艦隊再次西進，並於16日空襲了香港、廣州及海南。惡劣天氣及密集防空火炮雖令空襲多有阻滯，但美軍仍擊沉多艘日軍運輸艦。17日東北季候風加強，迫使艦隊撤回呂宋西面海域補油，然後再次空襲台灣。
21日早上，艦隊開始派飛機攻擊台灣各地機場及海港。日軍的自殺飛機於中午發現美軍第三分隊，隨即展開攻擊，先後擊傷蘭利號及提康德羅加號；第二分隊亦遇襲，但未有受損；漢考克號於同日因飛機降落意外而爆炸起火，但損毀不算嚴重。傍晚提康德羅加號撤返烏利西，而約克鎮號等則往北航行，預備空襲沖繩島及硫磺島。
22日，艦隊空襲了沖繩，並作詳細攝影偵察，搜集情報，以作日後登陸之用。晚上艦隊撤走，於26日返抵烏利西休整修理。同日斯普魯恩斯接替海爾賽指揮美軍艦隊，編制上改為第五艦隊，而快速航空母艦編隊亦再次易名，為第58特遣艦隊（Task Force 58），由密茲契指揮。

### 沖繩島、硫磺島、日本與遇襲

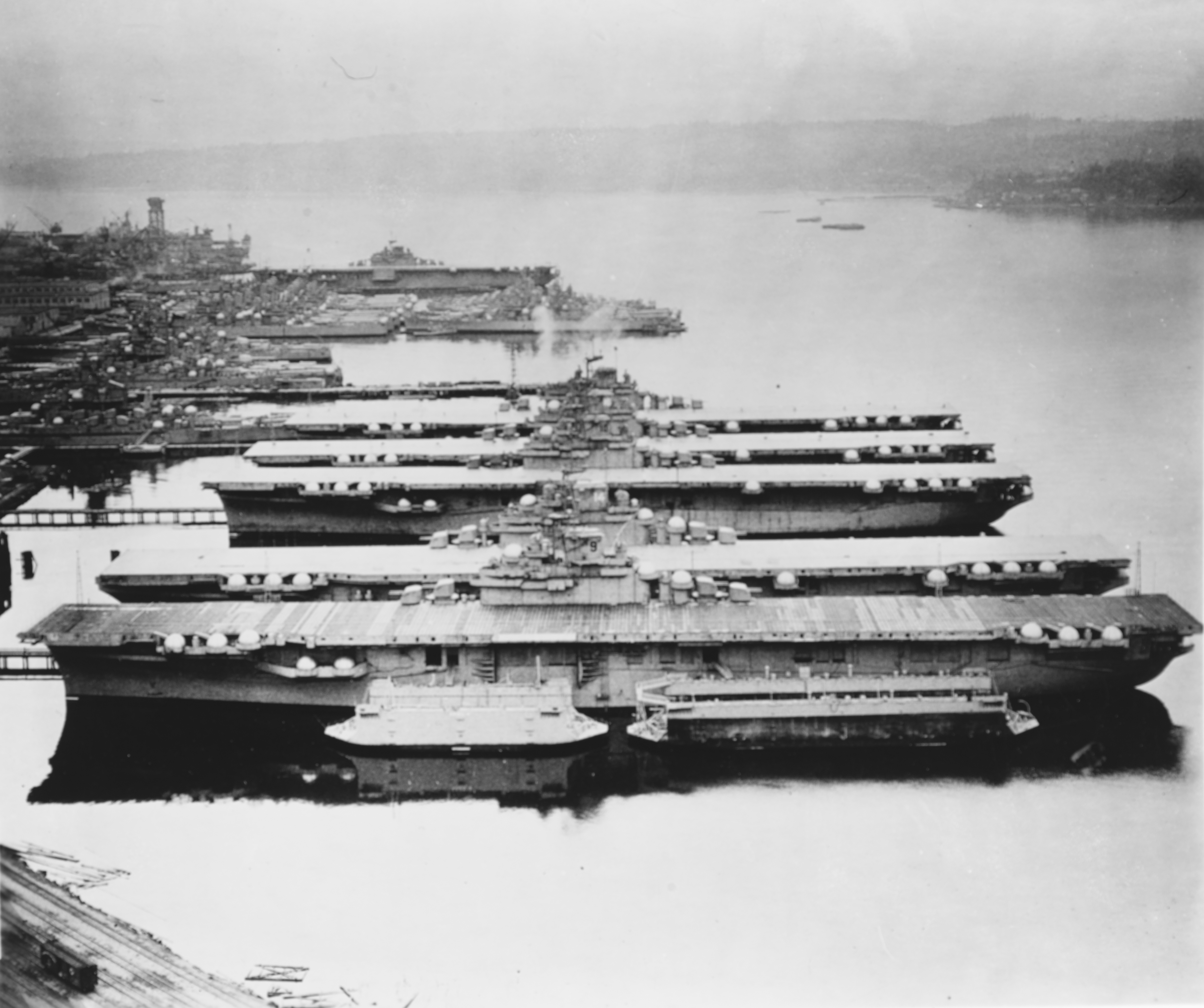
二次大戰後，不少艾塞克斯級成為多餘軍艦，成為所謂的封存艦隊（Mothball Fleet）。由前景數起為艾塞克斯號、提康德羅加號、約克鎮號、列星頓號、碉堡山號及好人理查號。攝於1948年4月23日布雷默頓普吉灣。

2月10日，第五艦隊魚貫離開烏利西，前往空襲日本本土。約克鎮號編入拉德福的第四分隊，並擔任旗艦；同行艦尚有蘭道夫號、蘭利號及卡伯特號。艦隊先往東北，於12日在天寧島與陸戰隊作演習，然後加速往北前進，準備空襲東京。
2月16日，艦隊先派五波戰機，掃蕩東京灣一帶的機場。第三分隊的戰機率先抵達東京上空，又攻擊了港口設施；而第二分隊雖遭遇近百架日機攔截，但擊落近40架。中午密茲契派轟炸機空襲東京大田區等地的工廠；傍晚則派夜間戰鬥機攻擊機場。17日艦隊前往硫磺島，預備支援即將登陸的美軍。約克鎮號所屬的第四分隊於當日攻擊了父島及母島；第二及第三分隊則到硫磺島以西，將直接支援搶灘的陸戰隊；其他分隊則往南補油。18日蘭道夫號等艦再次空襲父島，然後待命；美軍戰艦則連日炮擊岸上設施。
2月19日，美國陸戰隊開始登陸硫磺島，硫磺島戰役爆發。蘭道夫號的第四分隊與第一分隊於當日補給，要到20日才派飛機到硫磺島，支援登陸美軍。由於艦載機的凝固汽油彈大多未有爆炸，故效果不佳。日機整日斷續侵擾艦隊，但多次攻擊均告失敗。21日兩分隊空襲父島及母島；而第五分隊則加入日間戰鬥，支援灘頭部隊。薩拉托加號甫進入執勤海域，即遇襲受創，被迫撤返美國維修，自此未再參與戰鬥；俾斯麥海號更被自殺飛機擊沉，企業號因此要獨自擔任夜戰航空母艦，並連續174小時派出及回收飛機，直至3月2日。23日艦隊到外海補給，然後改道北上，再次空襲日本本土。
2月25日早上，艦隊派機隊空襲東京，卻因天氣惡劣，幾乎無功而返。下午密茲契中止所有飛行作業，欲改於次日空襲名古屋，然而海面天氣進一步惡化，翻起大浪，使艦隊無法及時進入攻擊範圍。26日早上，密茲契取消攻擊，命艦隊於次日補油，然後攻擊沖繩島；約克鎮號的第四分隊則在補油後到烏利西休整，於3月1日抵達。
3月14日，艦隊離開烏利西，前往支援沖繩戰役，並先空襲九州，削弱該處的日軍空中力量。此時艦隊編制再稍有調動；蘭道夫號因在環礁遇襲受創而無法隨行，約克鎮號復任第四分隊旗艦，同行艦有企業號、無畏號、蘭利號及獨立號。
3月18日上午，艦隊開始派出機隊，空襲九州各地機場，但宇垣纏在美軍攻擊前，已派出僅餘的飛機升空，正前往攻擊第四分隊，故美軍收獲不大。企業號先於早上被日軍炸彈擊中，但未有引爆；無畏號成功攔截自殺攻擊，艦體輕微受損。到下午1時，約克鎮號遭到三架日本飛機投彈攻擊，其中一枚炸彈擊中右舷的信號台，再往下貫穿一層甲板，然後在艦體外爆炸，造成五死26人受傷。由於約克鎮號受損不大，在搶修後繼續作戰。
同日，美軍偵察了神戶及吳市，發現日軍於港內的大批軍艦，故密茲契於19日命艦隊空襲瀨戶內海，最終擊傷大和號、日向號、榛名號、生駒號、葛城號、龍鳳號、天城號、鳳翔號、海鷹號、利根號及大淀號；但美軍亦遭日機反擊，胡蜂號被炸彈擊中爆炸，造成多人死傷，在搶修後繼續作戰；而富蘭克林號則身中兩枚炸彈，起火爆炸，一度失速，更幾近沉沒。戴維森在離艦後，將旗艦轉到第三分隊的漢考克號（後者臨時加入第二分隊），並建議艦長棄船，但為艦長拒絕。最終富蘭克林號在多艘艦隻協助下，緩緩撤走。企業號及部分第四分隊軍艦調往第二分隊，以掩護其撤退。
3月20日艦隊往南撤退，但繼續派飛機轟炸九州南部機場；下午第二分隊再遭遇自殺飛機攻擊，一艘驅逐艦受損，而企業號的甲板則被友軍防空炮擊中。21日第一分隊遭到MXY-7櫻花特別攻擊機襲擊，將之悉數擊落。傍晚胡蜂號轉到第二分隊，而聖哈辛托號則加入第一分隊。各艦於22日到外海補油，而企業號、胡蜂號及富蘭克林號等艦則分別撤返烏利西及美國修理；第二分隊要到4月才重返戰場。23日起，艦隊開始日復日空襲沖繩島，偶而亦空襲硫磺島，各分隊則輪流在海上補油。4月1日，美軍開始登陸沖繩島，艦隊繼續提供空中支援。5日企業號返回，並加入第四分隊；6日日軍派出355架自殺飛機及341架轟炸機，攻擊美軍登陸區的艦隻，並擊傷多艘；而美軍艦隊則勉強守住攻擊。當日艦隊估計己方擊落249架。晚上美軍潛艇發現大和號及其他軍艦離開豐後水道，密茲契召集所有航空母艦北進迎擊。

### 坊之岬海戰
4月7日上午8時23分，艾塞克斯號的偵察機發現大和號。斯普魯恩斯曾打算命戰艦迎擊，但為免登陸部隊遇襲，將任務交給航空母艦。9時15分密茲契先派16架戰機再作偵察，並命第一及第三分隊預備攻擊。此時約克鎮號的第四分隊仍忙於掩護沖繩，要到45分才進入作戰距離。10時起各艦開始派飛機前往攻擊，並持續至下午2時。大和號接連中彈，快速向左舷傾側，最終在23分爆炸沈沒；日軍亦損失了矢矧號、濱風號、磯風號、朝霜號及霞號，另外冬月號、涼月號、雪風號及初霜號亦受損。美軍整日亦受自殺飛機侵擾；漢考克號於中午被一枚炸彈及飛機擊中，引發大火，到下午才恢復飛行作業。

### 沖繩島與神風自殺飛機

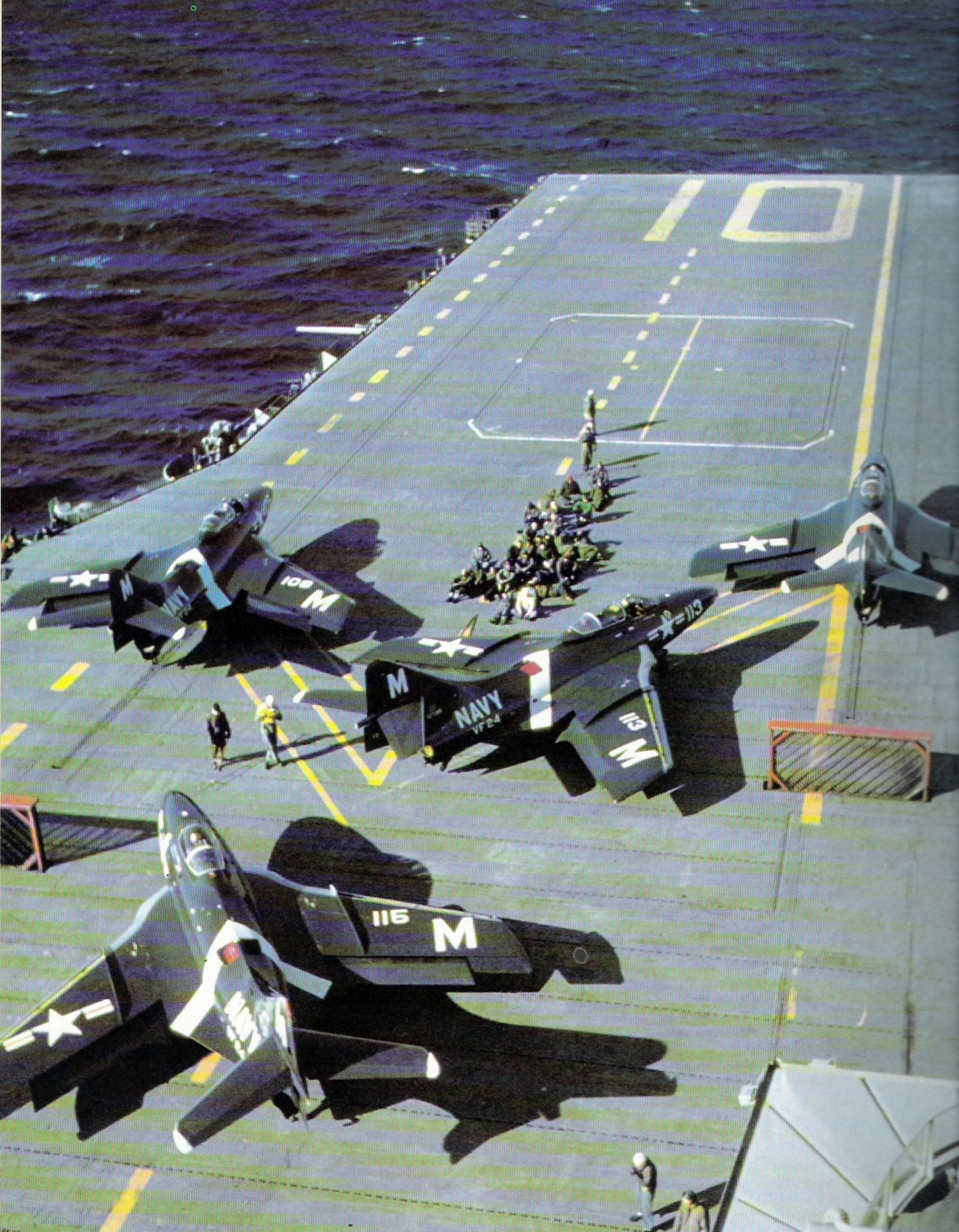
1953年，約克鎮號前往西太平洋巡航，數架F9F戰機正預備以彈射器起飛。不久前韓戰停火，約克鎮號無緣參與。

4月8日艦隊返回南方，支援沖繩作戰。同日蘭道夫號與艦隊會合，戴維森重建第二分隊，並以企業號為旗艦，同行艦尚有獨立號；9日漢考克號及卡伯特號則撤返烏利西修理。由於日軍俘虜稱將在11日發動大規模自殺飛機攻擊，密茲契加緊戰機警備。11日日軍一如所料，在下午1時30分起大舉進攻；密蘇里號先於2時43分被一架自殺飛機擊中，受損不大；企業號於2時10分亦被自殺飛機擊中，爆炸起火，使甲板飛行作業停止48小時，再次撤返烏利西修理；艾塞克斯號在下午3時7分幾乎被擊中，炸彈在艦外落水爆炸，艦體輕微受損。整日日軍共派出近185架自殺飛機。12日日軍集中空襲沖繩島的登陸艦隊，擊傷多艘美軍艦隻；同日富蘭克林·羅斯福去世。
美軍艦隊繼續支援沖繩美軍，並連日與日軍飛機空戰。15及16日，艦隊空襲了九州的機場，而日軍再派自殺飛機反擊；16日下午無畏號被自殺飛機擊中，艦體大火，於次日撤返烏利西修理；第二分隊於同日再次解散，蘭道夫號及獨立號則加入第三分隊。此後艦隊幾乎每日在沖繩外海與日軍自殺飛機交戰。24日香格里拉號加入第四分隊；而第一分隊於27日撤返烏利西休整。
5月6日，企業號再次與艦隊會合，並加入第三分隊；而美軍與自殺飛機之對抗持續。11日上午，碉堡山號先後被兩架自殺飛機擊中，爆炸大火，造成多人死傷；迫使密茲契將旗艦轉至企業號。12日約克鎮號的第四分隊與碉堡山號一同返回烏利西休整，在14日抵達。同日企業號再遭自殺飛機重創，要撤返美國修理，使密茲契將艦隊旗艦轉到蘭道夫號。由於第三艦隊即將接替第五艦隊作戰，故密茲契在18日索性將艦隊旗艦轉到休整中的香格里拉號，由麥凱恩指揮。
5月24日，約克鎮號的第四分隊離開烏利西，前往沖繩作戰。不久前提康德羅加號加入第四分隊；而蘭利號則離隊返國維修。27日，約克鎮號等與艦隊會合；28日海爾賽與麥凱恩接替斯普魯恩斯及密茲契，分別指揮美軍艦隊及快速航空母艦，艦隊易名為第三艦隊。29日第三分隊返航雷伊泰休整；而約克鎮號等則開始支援沖繩戰役的美軍。6月2日，第一分隊與第四分隊會合。第一分隊繼續支援沖繩作戰；而第四分隊則派飛機作遠距攻擊，空襲九州機場。
6月4日，颱風康妮（Typhoon Connie）吹襲沖繩東面海域；由於海爾賽起初採用錯誤迴避路徑，再加上麥凱恩未有及時批准第一分隊自由運動，使第一分隊通過風眼，所有航空母艦均有損傷，幸而人命損失不大。而約克鎮號的第四分隊因位處第一分隊以北；再加上康妮直徑細小，故此遭遇的天氣顯然較為溫和，亦能及時避開颱風移動路徑，沒有艦隻受損。稍後兩支分隊繼續支援沖繩戰鬥，在10日起程撤返雷伊泰休整，於13日抵達；而美軍於22日基本佔據了沖繩島。

### 日本投降

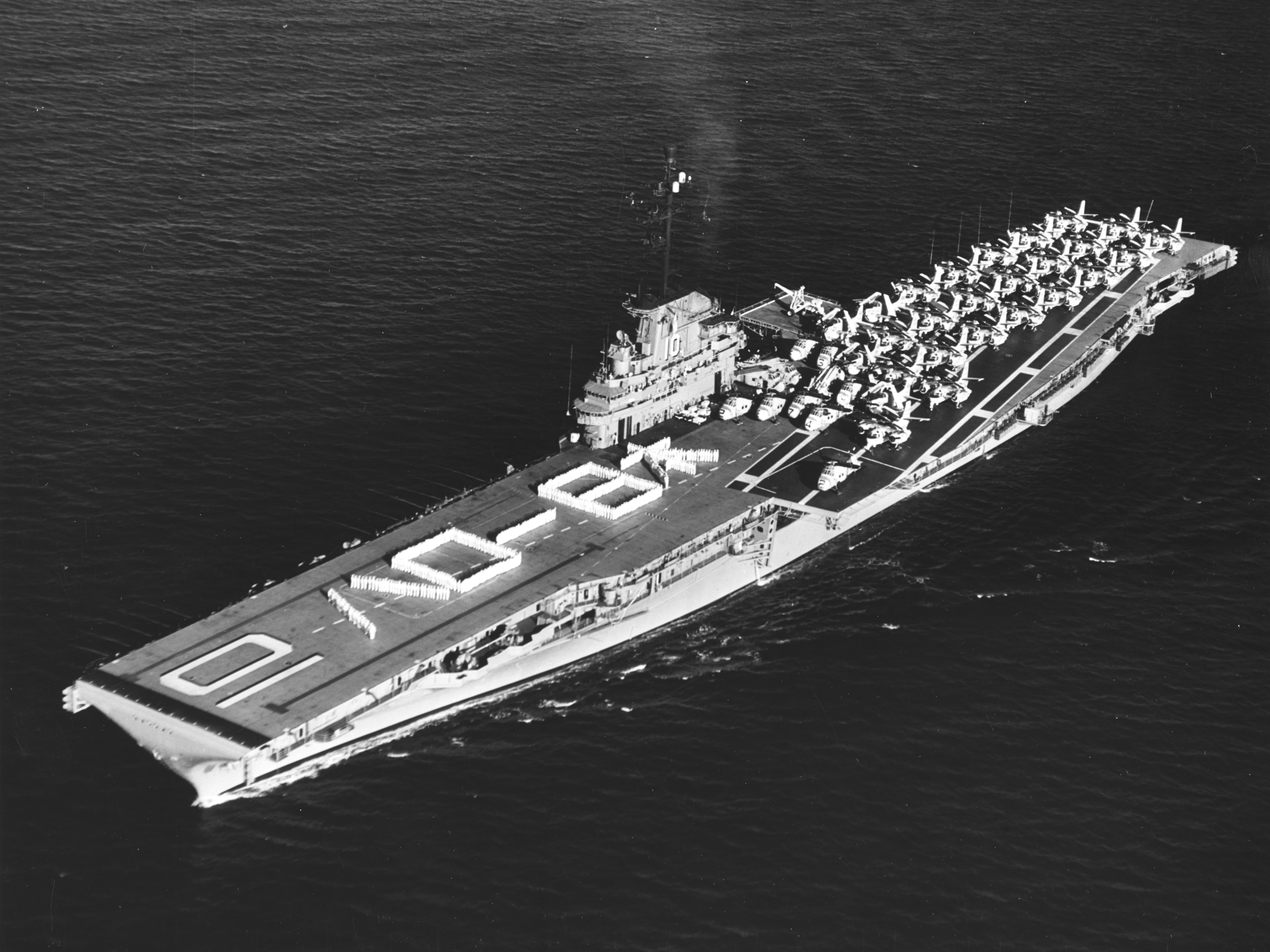
約克鎮號正在訪問日本港口，艦上水兵排出日文字「ハロー日本」（Hello Nippon），即日本你好。此時約克鎮號已完成SCB-27A及SCB-125改建，並改為反潛航母，艦上泊滿了反潛用的飛機。

7月1日，第三艦隊離港出發，前往空襲日本本土。約克鎮號仍舊擔任第四分隊旗艦，同行艦有艦隊旗艦香格里拉號、好人理查號、獨立號及科本斯號。8日艦隊在沖繩外海會合，然後於10日空襲東京。攻擊後艦隊前往東北，欲於13日攻擊本州北部及北海道一帶，但因當日天氣惡劣延誤。
7月14日及15日，天氣好轉，艦隊大舉出擊，以轟炸B-29攻擊距離外的目標；相比沖繩作戰，日軍的反抗輕微，只有少量飛機有升空作戰，且均被擊落；艦隊空襲了室蘭市及函館等地，擊沉橘號，並擊傷柳號，且擊沉或擊傷數十艘運輸艦及汽車渡輪，阻止日軍運煤南下；而美軍及英軍戰艦則在同日炮擊沿岸的大型工廠。16日艦隊到外海補油，並與英國航空母艦（編入美軍第37特遣艦隊）會合。17至18日，艦隊再次空襲東京灣。首日天氣欠佳，空襲幾乎無效；次日天氣稍為好轉，艦隊隨即出擊，並集中攻擊長門號；最終長門號為約克鎮號重傷，一度認為已經擊沉。空襲後艦隊前往日本西南，於21日至22日補油。
7月24日、25日及28日，英美航空母艦艦隊前往轟炸瀨戶內海及吳市，集中攻擊日軍殘存軍艦，單在24日艦隊的出擊數便高達1,747架次，並擊沉伊勢號、日向號、榛名號、利根號、天城號、青葉號、大淀號、磐手號及出雲號；擊傷葛城號、龍鳳號、海鷹號及北上號。
7月31日艦隊出海迴避颱風，於8月初在海上補給。此時尼米茲截獲情報，指日軍正於北州以北集結自殺飛機及部隊，欲突破美軍防線，降落到馬里亞納的B-29基地，命艦隊即時前往攻擊；正當艦隊航行之際，小男孩原子彈於8月6日在廣島上空爆炸。8日艦隊北州北部的機場；同日蘇聯正式向日本宣戰。9日美軍在長崎上空投下胖子原子彈；而艦隊則在9日及10日再次空襲本州，摧毀超過251架轟炸機，擊傷另外141架，使日軍最後反擊破滅。11日艦隊到外海補油；此時日本開始考慮投降條款。12日艦隊迴避颱風，再於13日至15日空襲東京。15日中午，裕仁天皇宣佈日本投降，艦隊即時中止當日的第二波空襲，但繼續攔截接近艦隊的日機。
8月16日至23日，約克鎮號開始派飛機到日本，協助美軍佔領當地。9月2日，日本代表在密蘇里號簽署和約，約克鎮號等艦派飛機飛越密蘇里號示威。16日約克鎮號進入東京灣休假半個月，在10月1日前往沖繩，參與首階段魔毯行動（Operation Magic Carpet），接載美軍返國。6日約克鎮號在海上與好人理查號會合後，一同航向阿拉米達，在20日抵達。
稍後約克鎮號進入三藩市海軍船廠維修，並稍後改裝，以接載更多海外美軍返國。11月2日，約克鎮號前往西太平洋，在15日於關島接載乘客，於30日返回三藩市。12月9日，約克鎮號最後一次參與魔毯行動，在26日抵達馬尼拉接載乘客，並在1946年1月13日返抵三藩市。稍後約克鎮號前往布雷默頓普吉灣封存，並預備退役。

## 戰後改建與太平洋艦隊

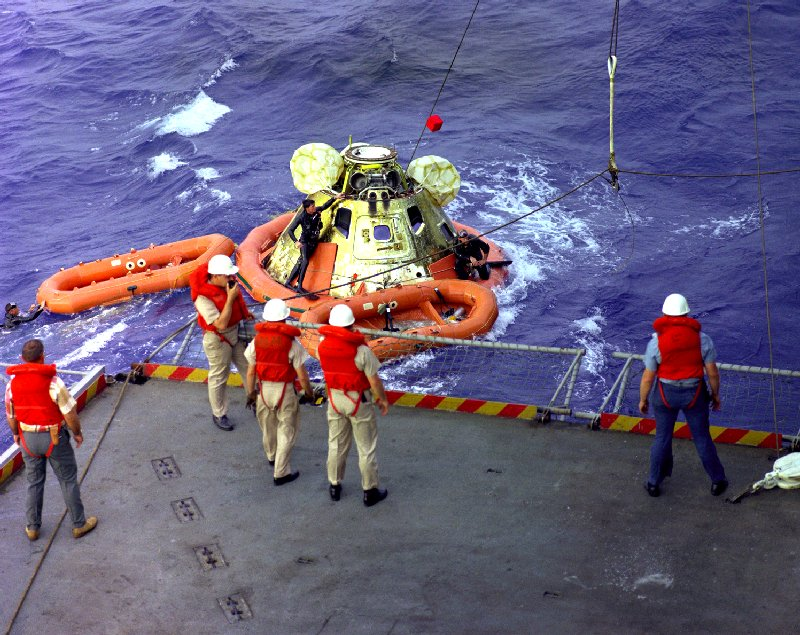
1968年12月21日，太陽神8號返回地球，其指揮艙及太空人在稍後被約克鎮號救起及打撈。

1947年1月9日，約克鎮號在普吉灣退役，繼續封存。此時海軍正打算為艾塞克斯級作現代化改建，但由於戰後經費不足，約克鎮號要到1951年才開始進行SCB-27A改建。其時韓戰已爆發半年。1952年10月1日，正在改建的約克鎮號重編為攻擊航母，舷號改為CVA-10。
到1953年2月20日，約克鎮號完成改建及相關測試，正式重返現役，並在近岸訓練。8月3日，約克鎮號前往西太平洋巡航，其時韓戰早於7月27日停火。9月5日約克鎮號抵達橫須賀，並在稍後與第77特遣艦隊會合。其時艦隊有拳師號、奇爾沙治號及尚普蘭湖號；特遣艦隊則由已晉升為第七艦隊司令的克拉克中將指揮。稍後約克鎮號持續在朝鮮半島外海及中國東海戒備，直到1954年2月18日才啟程返國，於3月3日返抵阿拉米達，並進入三藩市船廠維修。
1954年7月1日，約克鎮號再次前往西太平洋巡航，分別到朝鮮半島及日本海等地演習，並在香港渡聖誕。1955年1月18日，解放軍發動一江山島戰役，迫使國民政府決定撤出大陳島。約克鎮號隨即與艾塞克斯號、胡蜂號、奇爾沙治號及中途島號等軍艦前往支援，直到2月13日行動結束為止。稍後約克鎮號經橫須賀及珍珠港，在28日返抵阿拉米達。
返國後約克鎮號再到普吉灣船塢，並在3月21日開始進行SCB-125改建，增設斜角飛行甲板及封閉艦艏。改建在同年10月14日完成。
1956年3月19日，約克鎮號再到西太平洋，並先後到日本海、中國東海及南海一帶執勤，偶爾到訪橫須賀、蘇比克灣及沖繩等地。9月13日約克鎮號返抵阿拉米達。
1957年3月9日，約克鎮號再次前往西太平洋，繼續在日本海及中國外海巡航，直到8月25日返抵阿拉米達。

## 反潛航母

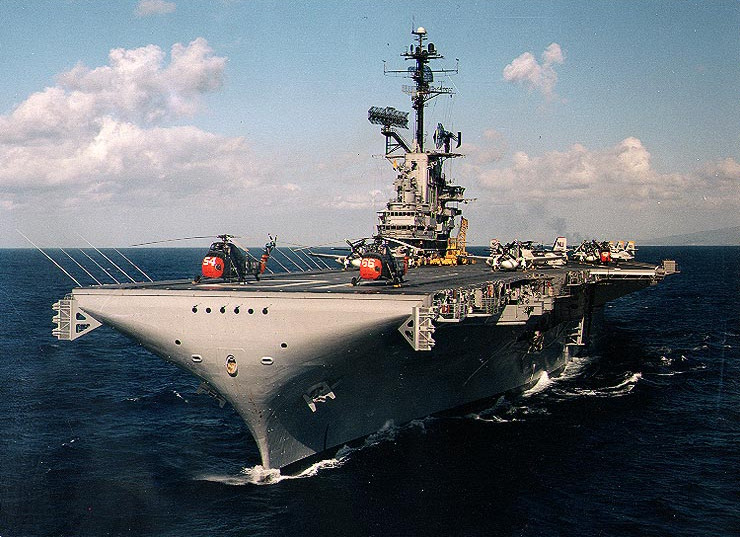
1960年代，反潛航母約克鎮號正在夏威夷海域巡航。越戰期間約克鎮號亦曾到越南外海作搜救及反潛追蹤，但沒有參與攻擊。

1957年9月1日，約克鎮號重編為反潛航母，舷號改為CVS-10，並將母港改設在長灘。27日約克鎮號進入普吉灣船塢改裝，於1958年2月7日完成，並留在近岸訓練。
1958年11月1日，約克鎮號再次前往西太平洋。早前中共發動金門炮戰，使台灣海峽局勢緊張，約克鎮號與其他第七艦隊軍艦駛往台灣海峽戒備。到1959年初，北越開始向南越發動游擊戰，約克鎮號轉到南中國海警備，於5月21日返抵聖地牙哥，然後轉向長灘。
1960年1月，約克鎮號再到西太平洋，並到南中國海及越南外海警備，在7月返回美國。稍後約克鎮號到普吉灣進行四個月的維修，接著留在近岸訓練演習。
1961年7月29日，約克鎮號再一次前往西太平洋，並到日本海等地進行反潛訓練及演習，於1962年3月返抵長灘。接著數個月，約克鎮號留在美國西岸訓練，直到10月26日才再次到西太平洋巡航。1963年4月，約克鎮號與東南亞條約組織的海軍進行海蛇行動（Operation Sea Serpent）演習，在6月18日返抵長灘。接著約克鎮號進入長灘船廠翻修。

## 越戰

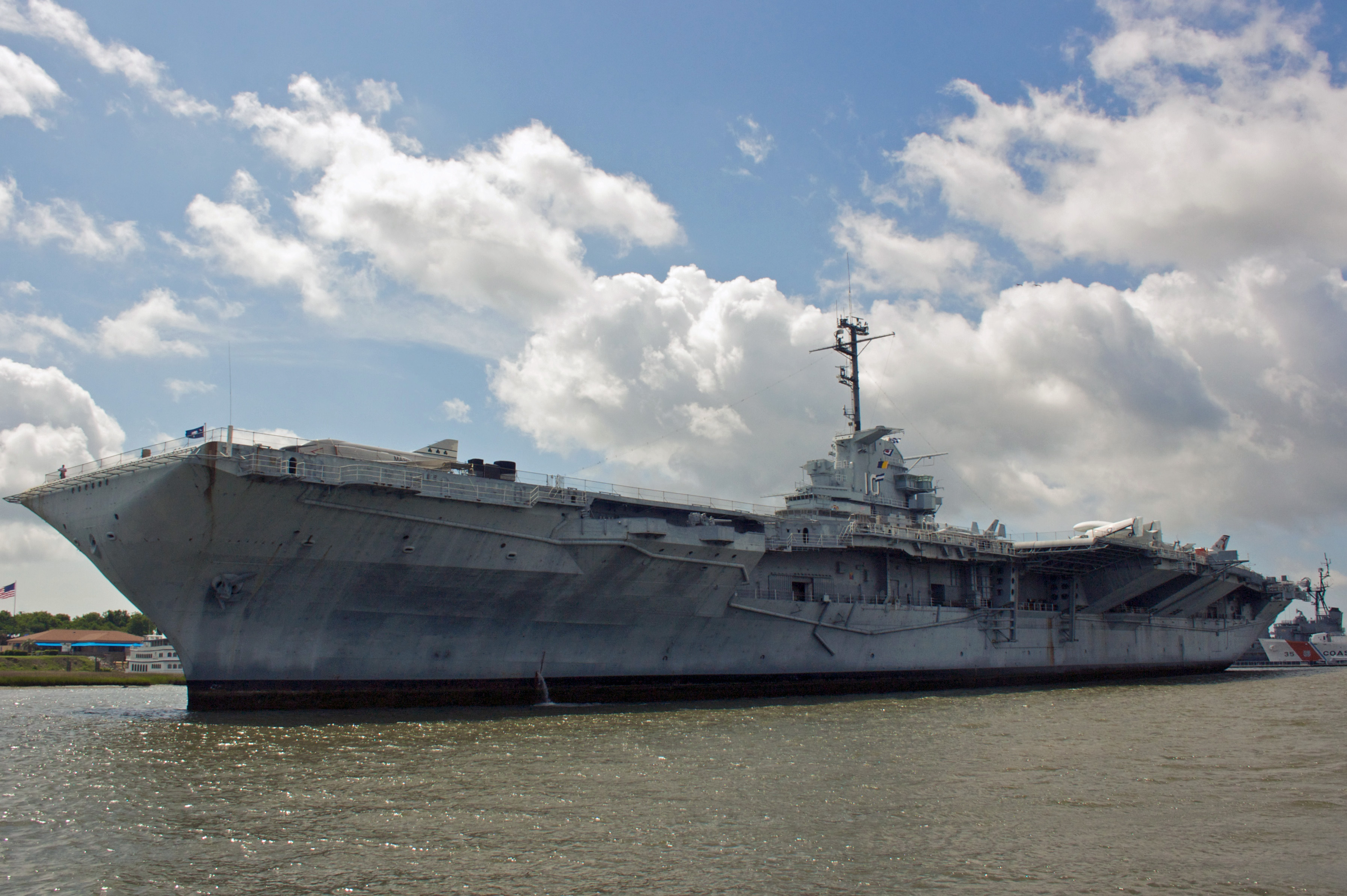
2009年，改建為博物館艦的約克鎮號在愛國者地停泊。約克鎮號是第一艘改建為博物館艦的艾塞克斯級。

1964年6月18日，約克鎮號完成翻修，留在近岸演練。8月初北部灣事件發生，美軍開始全面介入越戰。10月22日，約克鎮號前往西太平洋，到日本海等地訓練；要到1965年2月9日，約克鎮號才開始在越南外海執勤。由於約克鎮號已改編為反潛航母，故此未有派飛機到陸上戰鬥，僅進行反潛追蹤、海上偵察及搜救。執勤期間，約克鎮號亦曾到橫須賀、佐世保及香港等地休假。4月28日約克鎮號離開越南，在5月17日返抵長灘，留在近岸訓練。
1966年1月5日，約克鎮號再次前往西太平洋，並在2月25日開始在越南外海執勤。此時美軍開始加緊轟炸北越，但約克鎮號仍舊沒有參與攻擊任務，繼續負責反潛及搜救。除了斷續在越南外海執勤，約克鎮號亦有與東南亞條約組織進行演習，並先後到訪橫須賀、蘇比克灣、曼谷及香港。7月3日約克鎮號離開越南，於27日返抵長灘。接著約克鎮號在近岸考核並訓練飛行員，在1967年2月24日進入長灘船廠作現代化改建（Fleet Rehabilitation and Modernization, FRAM），延長服役壽命，直到10月為止。
1967年12月28日，約克鎮號前往西太平洋，最後一次參與越戰，並在1968年3月13日開始在越南外海執勤。早前北越發動春節攻勢，約克鎮號仍然沒有加入協助防守，繼續進行搜救及反潛任務，偶爾亦到佐世保、蘇比克灣、橫須賀、香港及新加坡休假。6月16日約克鎮號離開越南，在7月5日返抵長灘，隨即進入船廠維修，直到9月30日。

## 太陽神計畫與大西洋艦隊
維修後約克鎮號留在近岸訓練，並在11月到12月到夏威夷海域，拍攝虎！虎！虎！電影。拍攝後約克鎮號預備擔任太陽神8號的救援船。12月21日，太陽神8號升空，並在27日在中太平洋濺落。約克鎮號先救走太空人，在稍後打撈指揮艙。
1969年1月，約克鎮號轉到大西洋艦隊服役，將母港改設在諾福克。由於約克鎮號在改建後無法通過巴拿馬運河，故此要繞道南美州合恩角，在2月28日抵達諾福克，並留在近岸訓練。
6月到7月，約克鎮號前往大西洋，並首次與北約海軍演習。同年9月，約克鎮號參與維持和平行動（Operation Peacekeeper），與北約海軍進行大規模演習。稍後約克鎮號到訪布雷斯特、鹿特丹、基爾、哥本哈根及朴次茅斯等北歐港口，同時作反潛巡航，於12月11日返抵諾福克。1970年初，約克鎮號留在近岸訓練，並預備退役。

## 退役、榮譽與博物館艦
1970年6月27日，約克鎮號在費城退役封存，並在1973年6月1日除籍。此段時間，南卡羅萊納州政府一直在討論保留約克鎮號及另外數艘軍艦，以設立一個海事博物館。1973年4月，州政府通過法案，成立愛國者地發展會（Patriots Point Development Authority），並在愛國者地預留空地，同時要求海軍將約克鎮號捐贈予州政府。同年5月8日，海軍批准南卡羅萊納州請求，並在6月9日將約克鎮號拖到查爾斯頓，於15日抵達。1975年10月13日，博物館正式開放，並同時慶祝美國海軍成立200周年。1986年，約克鎮號獲評為美國國家歷史地標。
2003年，約翰·（John Kerry）選擇以約克鎮號為背景，宣佈參選2004年美國總統選舉，並成功獲推為民主黨的候選人，但最終在大選落敗。
約克鎮號在二戰中獲頒美國總統部隊嘉許獎及11枚戰鬥之星，並在越戰獲得四枚戰鬥之星。全部榮譽見下表：
|                           |                                                       |             |                                         |
|                           |                                                       |             | Silver star · Silver star · Bronze star |
|                           |                                                       | Bronze star |                                         |
| Bronze star · Bronze star | Bronze star · Bronze star · Bronze star · Bronze star |             |                                         |
|                           |                                                       |             |                                         |

| 美國總統部隊嘉許獎      |                                             |                         |                               |
| 海軍功績部隊嘉獎        | 中國服役獎章： （延長）                     | 美國戰役獎章            | 太平洋戰爭獎章： 11枚戰鬥之星 |
| 第二次世界大戰勝利獎章  | 海軍佔領服役獎章： （「亞洲（Asia）」橫扣） | 國防部服役獎章： 兩枚   | 韓國服役獎章                  |
| 武裝部隊遠征獎章： 三枚 | 越南服役獎章： 四枚戰鬥之星                 | 菲律賓總統部隊嘉許獎    | 棕櫚葉越南英勇十字部隊嘉獎    |
| 菲律賓解放獎章          | 聯合國韓戰獎章                              | 韓戰服役獎章： （追授） | 越南共和國戰役獎章            |

## 資料出處
1. ↑  Friedman 1983，第394頁艾塞克斯艦級配置。由於各艘艾塞克斯級服役期間曾多次改建或改變用途，數據僅以設計及建造時為準。
2. 1 2 3 4  .   [2011-05-28]. （原始内容存档于2011-06-03）.
3. ↑  Stahura 1997，第6頁
4. 1 2 3 4 5 6 7 8 9 10 11 12 13 14 15 16 17 18 19 20 21 22  .   [2011-05-28]. （原始内容存档于2006-09-27）.
5. 1 2  Morison 1988，第92頁
6. ↑  .   [2011-05-28]. （原始内容存档于2007-12-02）.
7. ↑  Morison 1988，第114-118頁第一分隊包括旗艦約克鎮號、列星頓號及科本斯號，負責奪取制空權；第二分隊有旗艦企業號、貝勞森林號及蒙特利號，負責支援馬金島；第三分隊有旗艦艾塞克斯號、碉堡山號及獨立號，負責攻擊拉包爾，並支援陸戰隊登陸塔拉瓦；第四分隊則有旗艦薩拉托加號及普林斯頓號，作後備支援。
8. ↑  Morison 1988，第141頁
9. ↑  Morison 1988，第185頁
10. ↑  Morison 1988，第190頁
11. ↑  Morison 1988，第191-192頁
12. 1 2  Morison 1988，第193頁
13. ↑  Morison 1988，第194頁
14. ↑  Morison 1988，第196頁
15. ↑  Morison 1988，第197頁
16. ↑  Morison 1988，第208頁其時第二分隊由蒙哥馬利指揮，有旗艦艾塞克斯號、無畏號及卡伯特號；第三分隊由費德烈·薛曼（Frederick C. Sherman）少將指揮，下轄旗艦碉堡山號、蒙特利號及科本斯號；第四分隊由山姆·堅達（Samuel P. Ginder）少將指揮，下轄旗艦薩拉托加號、普林斯頓號及蘭利號。
17. ↑  Morison 1988，第219頁
18. ↑  Morison 1988，第218頁
19. ↑  Morison 1988，第320頁
20. ↑  Morison 1988，第321-325頁
21. ↑  約克鎮號服役日記：1944年2月17日至19日 的存檔，存档日期2009年6月2日，.
22. 1 2  Morison 1988，第154-155頁
23. ↑  約克鎮號服役日記：1944年2月23日至26日 的存檔，存档日期2009年6月2日，.
24. ↑  Morison 1988，第27-29頁
25. 1 2  第58特遣艦隊行動－空襲帛琉 （页面存档备份，存于） 第一分隊有旗艦企業號及科本斯號，由桑托島出發，在27日與艦隊會合；第二分隊有旗艦碉堡山號、大黃蜂號、蒙特利號及卡伯特號，由蒙哥馬利指揮；第五分隊有旗艦薩拉托加號，在3月4日前往會合英國艦隊，空襲沙邦市（Sabang）。
26. ↑  Morison 1988，第29頁
27. ↑  Morison 1988，第31頁
28. ↑  Morison 1988，第34頁
29. ↑  Morison 1988，第36頁此時第一分隊旗艦為大黃蜂號，由克拉克少將指揮，下轄貝勞森林號、科本斯號及巴丹號；第二分隊仍由蒙哥馬利指揮，有旗艦碉堡山號、約克鎮號、蒙特利號及卡伯特號；第三分隊由小李維指揮，有旗艦企業號、列星頓號、普林斯頓號及蘭利號。威利斯·李的五艘戰艦：北卡羅萊納號、印第安納號、麻薩諸塞號、南達科他號及阿拉巴馬號，隨同第三分隊作戰，以預防日軍聯合艦隊攻擊，後來則分成第七分隊單獨作戰。
30. ↑  Morison 1988，第37頁
31. ↑  Morison 1988，第38頁
32. ↑  Morison 1988，第40頁
33. ↑  Morison 1988，第41頁
34. ↑  約克鎮號服役日記：1944年5月4日至6日 的存檔，存档日期2009年6月2日，.、5月10日至12日 的存檔，存档日期2009-06-02.、5月18日至30日 的存檔，存档日期2009-06-02.及1944年6月3日 的存檔，存档日期2009年6月2日，.
35. ↑  Morison 1988，第174頁第二分隊由蒙哥馬利少將指揮，有旗艦碉堡山號、胡蜂號、蒙特利號及卡伯特號；第三分隊由小李維少將指揮，有旗艦企業號、艦隊旗艦列星頓號、普林斯頓號及聖哈辛托號；第四分隊由威廉·赫利爾（William K. Harrill's）少將指揮，有旗艦艾塞克斯號、蘭利號及科本斯號。
36. ↑  Morison 1988，第174-175頁
37. ↑  Morison 1988，第234頁
38. ↑  Morison 1988，第239頁
39. ↑  Morison 1988，第240頁
40. ↑  Morison 1988，第251-256頁
41. ↑  Morison 1988，第260頁
42. ↑  Morison 1988，第262-263頁
43. 1 2  Morison 1988，第263-274頁
44. ↑  Morison 1988，第266-267頁
45. ↑  Morison 1988，第268頁
46. ↑  Morison 1988，第270-271頁
47. ↑  Morison 1988，第272頁
48. ↑  Morison 1988，第274頁
49. ↑  Morison 1988，第273-274頁
50. ↑  Morison 1988，第290頁
51. ↑  Morison 1988，第291頁
52. ↑  Morison 1988，第292頁
53. ↑  Morison 1988，第294頁
54. ↑  Morison 1988，第295-301頁
55. ↑  Morison 1988，第301頁
56. ↑  Morison 1988，第302頁
57. ↑  Morison 1988，第303頁
58. ↑  Morison 1988，第304頁
59. ↑  Morison 1988，第307頁
60. ↑  Morison 1988，第307-308頁
61. ↑  Morison 1988，第309,311頁
62. 1 2  Morison 1988，第311-313頁
63. 1 2 3 4 5  第58特遣艦隊行動－覓食行動 （页面存档备份，存于）此時第二分隊旗艦為胡蜂號，另有富蘭克林號、蒙特利號及卡伯特號。
64. ↑  約克鎮號服役日記：1944年8月4日[永久]
65. ↑  約克鎮號服役日記：1944年8月17日[永久]
66. 1 2 3  第38特遣艦隊行動－雷伊泰灣－11月 （页面存档备份，存于）11月1日，美軍四支航空母艦分隊如下：第一分隊由蒙哥馬利指揮，下轄旗艦胡蜂號、大黃蜂號、漢考克號、科本斯號及蒙特利號；第二分隊由波根指揮，下轄旗艦無畏號、卡伯特號及獨立號；第三分隊由薛曼指揮，有旗艦艾塞克斯號、第38特遣艦隊旗艦列星頓號、提康德羅加號、普林斯頓號及蘭利號；第四分隊續由戴維森少將指揮，有旗艦企業號及聖哈辛托號。第四分隊受創的富蘭克林號與貝勞森林號在11月初抵達烏利西，然後返回美國修理。
67. ↑  約克鎮號服役日記：1944年11月9日至10日[永久]胡蜂號在5日接替受創的列星頓號為艦隊旗艦；而第一分隊原本的旗艦是大黃蜂號。11月9日時第二分隊剛好返回烏利西休整，而海上預備作戰的為餘下的三支分隊。
68. ↑  Morison 1988，第353頁
69. ↑  Morison 1988，第356頁
70. ↑  Morison 1988，第315-319頁第二分隊由波根指揮，有旗艦列星頓號、漢考克號（麥凱恩旗艦）、大黃蜂號及卡伯特號；第三分隊由薛曼指揮，有旗艦艾塞克斯號、提康德羅加號、蘭利號及聖哈辛托號；第四分隊暫時解散，企業號及獨立號未有隨同艦隊，於早前返回珍珠港，訓練夜戰機師。1945年1月5日至12日期間，兩艦暫時組成第五分隊，由馬提亞·賈納（Matthias B. Gardner）少將指揮，作夜間作戰航空母艦。
71. ↑  Morison 1988，第55-57頁
72. ↑  Morison 1988，第59-64頁在三日空襲後，艦隊的驅逐艦已幾乎斷油，必須在海上補給。其時美軍於馬里亞納、帛琉等地雖有偵察機匯報天氣，其情報往往延時超過半日；為保持無線電靜默，部分飛機更要在降落後方可匯報，使天氣數據往往過時。14日偵察機發現菲律賓東南部有熱帶擾動，卻未有發現烏利西以北的熱帶擾動。17日美軍偵察機發現颱風眼鏡蛇，但新澤西號及珍珠港的路徑預測均告錯誤，這使海爾賽下令的迴避路徑，最終使艦隊直接通過颱風。
73. ↑  Morison 1988，第69-71頁
74. ↑  Morison 1988，第81-87頁
75. ↑  Morison 1988，第87頁
76. ↑  Morison 1988，第88-91頁
77. ↑  Morison 1988，第164-165頁航空母艦將集中力量攻擊補給；而炮艦則往攻擊港內戰艦。
78. ↑  南海空襲亦有稱為感恩行動（Operation Gratitude），詳情亦可參考阿斯托里亞號輕巡洋艦網頁－第38特遣艦隊於南中國海 的存檔，存档日期2010-09-25.。
79. ↑  Morison 1988，第165-166頁第二分隊為轟炸主力，第一及三分隊則主力派戰機奪取制空權。
80. ↑  Morison 1988，第168-170頁
81. ↑  Morison 1988，第170-171頁
82. ↑  Morison 1988，第171-172頁
83. ↑  Morison 1988，第180-181頁
84. ↑  Morison 1988，第182頁
85. ↑  Morison 1988，第183頁
86. ↑  Morison 1988，第21頁第一分隊由克拉克指揮，有旗艦大黃蜂號、胡蜂號、班寧頓號及貝勞森林號；第二分隊由戴維森指揮，有旗艦列星頓號、漢考克號及聖哈辛托號；第三分隊由薛曼指揮，有旗艦艾塞克斯號、碉堡山號（艦隊旗艦）及科本斯號；第五分隊（夜戰航空母艦）由賈納少將指揮，有旗艦企業號及薩拉托加號。第五分隊於2月21日因薩拉托加號受創而一度解散，但最終在23日重組，直至3月12日企業號返抵烏利西為止。
87. ↑  Morison 1988，第22頁
88. ↑  Morison 1988，第24-25頁
89. ↑  Morison 1988，第44-45,57頁
90. ↑  Morison 1988，第52-57頁
91. ↑  Morison 1988，第57頁
92. ↑  第58特遣艦隊行動－冰山行動－至1945年4月7日 （页面存档备份，存于）第一分隊基本不變；第二分隊旗艦改為富蘭克林號，同行艦有蘭道夫號及聖哈辛托號。列星頓號在3月初隨艦隊到烏利西後，返回美國普吉灣維修；而蘭道夫號在3月11日於港內被自殺飛機攻擊受創，要到4月7日才啟程往會合艦隊。卡伯特號在此時加入第三分隊。由於第二及第四分隊屢屢受創，使艦隻在作戰期間有多次轉移，編制並不持續完整。
93. ↑  Morison 1988，第94-95頁
94. ↑  Morison 1988，第94-97頁
95. ↑  Morison 1988，第97-100頁
96. ↑  Morison 1988，第101-102頁
97. ↑  Morison 1988，第196-197頁日軍飛機數量出自日方數據，而美軍僅可估計擊落數量。
98. ↑  Morison 1988，第200, 203頁
99. 1 2  Morison 1988，第203頁
100. ↑  Morison 1988，第205頁
101. ↑  Morison 1988，第205-209頁由於攻擊機隊甚多，美軍飛機無法妥善協調攻擊，引起頗多混亂，故此難以確認何者成功命中大和號，亦無法確定大和號共命中多少炸彈及魚雷；美軍亦誤認矢矧號為同級艦阿賀野號；而矢矧號最終身中12枚炸彈及七枚魚雷方告沉沒。整日美軍的攻擊機隊共有386架，第一分隊佔113架；第三分隊167架；第四分隊106架。
102. 1 2 3 4 5  .   [2011年5月28日]. （原始内容存档于2011年7月16日）.
103. ↑  Morison 1988，第209-211頁
104. ↑  Morison 1988，第221-230頁
105. ↑  Morison 1988，第248-249頁在4月24日時，第一分隊由克拉克指揮的第一分隊，同行艦有旗艦大黃蜂號、班寧頓號、貝勞森林號及聖哈辛托號；第二分隊暫時解散；第三分隊由薛曼指揮，有旗艦艾塞克斯號、碉堡山號（第58特遣艦隊旗艦）、蘭道夫號及巴丹號；第四分隊有旗艦約克鎮號、香格里拉號、獨立號及蘭利號。由於美軍航空母艦接連遭到神風自殺飛機重創，故此編制常有調動。企業號原為第四分隊旗艦，在4月11日受創撤退，於5月6日再次加入第三分隊，但又於14日被擊傷，而要撤返美國；獨立號在4月16日加入第四分隊；巴丹號在4月17日加入第三分隊，於26日離隊；蒙特利號在5月12日加入第三分隊，直至28日；科本斯號則在3月1日離開第三分隊返國。
106. ↑  約克鎮號服役日記：1945年5月24日[永久]
107. ↑  約克鎮號的服役日記：1945年5月27日 Archive.today的存檔，存档日期2012年7月18日，、1945年5月28日 Archive.today的存檔，存档日期2012年7月18日，及1945年5月29日 Archive.today的存檔，存档日期2012年7月16日。
108. ↑  約克鎮號服役日記：1945年6月2日 Archive.today的存檔，存档日期2012年12月3日，
109. ↑  Morison 1988，第298-309頁康妮其時向東北前進，海爾賽起初命艦隊航向西北，以在風暴吹襲前橫越海域；5日風暴迫近，海面大浪，麥凱恩改命艦隊向正北航行。克拉克被風暴吹襲時，要求准許向東南迴避，但麥凱恩為確認風暴中心，在20分鐘後才批准分隊自由運動。
110. ↑  第38特遣艦隊行動－日本本土空襲－1945年7月至8月 （页面存档备份，存于）第一分隊由史伯格（Thomas L. Sprague）少將指揮，有旗艦班寧頓號、列星頓號、漢考克號、貝勞森林號及聖哈辛托號；第三分隊由波根指揮，有旗艦蘭道夫號、艾塞克斯號、提康德羅加號、蒙特利號及巴丹號。胡蜂號於26日加入艦隊，加入第四分隊。
111. ↑  Morison 1988，第310-316, 330頁
112. ↑  Morison 1988，第331頁
113. ↑  Morison 1988，第332-335頁
114. 1 2  Stahura 1997，第25頁
115. 1 2 3 4 5 6 7 8 9 10 11 12 13 14 15 16  .   [2011-05-28]. （原始内容存档于2010-12-16）.
116. ↑  Stahura 1997，第27頁
117. 1 2 3  美國航空母艦越南巡航到訪港口紀錄 的存檔，存档日期2004-09-07.
118. 1 2 3  Francillon 1988，第170-170頁見約克鎮號越戰巡航、在線及戰損紀錄。
119. ↑  見約克鎮號老兵網站：捐贈 的存檔，存档日期2011-03-10.及博物館艦 的存檔，存档日期2008-02-17.